# Béla Guttmann
Béla Guttmann, później Béla Gárdos (ur. 13 marca 1900 w Budapeszcie, zm. 28 sierpnia 1981 w Wiedniu) – węgierski piłkarz i trener.
Pochodził z żydowskiej rodziny.
W ciągu swojej kariery występował w Hungárii Budapest, Hakoah Wien, reprezentacji Węgier i w kilku klubach w Stanach Zjednoczonych. Jednak bardziej znany jest ze swojej kariery szkoleniowej, w trakcie której prowadził m.in. A.C. Milan, São Paulo FC, FC Porto, Benfikę Lizbona i Penarol Montevideo. Jego największym sukcesem było zdobycie dwa razy z rzędu Pucharu Europy, w 1961 i 1962 roku, z Benfiką.
Jest pochowany w Wiedniu.